# Giardino della Minerva
Il giardino della Minerva è un orto botanico situato nel centro storico di Salerno. Durante il Medioevo fu usato come giardino dei semplici a fini didattici per gli studenti della scuola medica salernitana; per tale motivo è ritenuto l'antesignano degli orti botanici intesi nell'accezione moderna del termine.
Rientra nel network "Il Parco più bello d'Italia".

## Storia

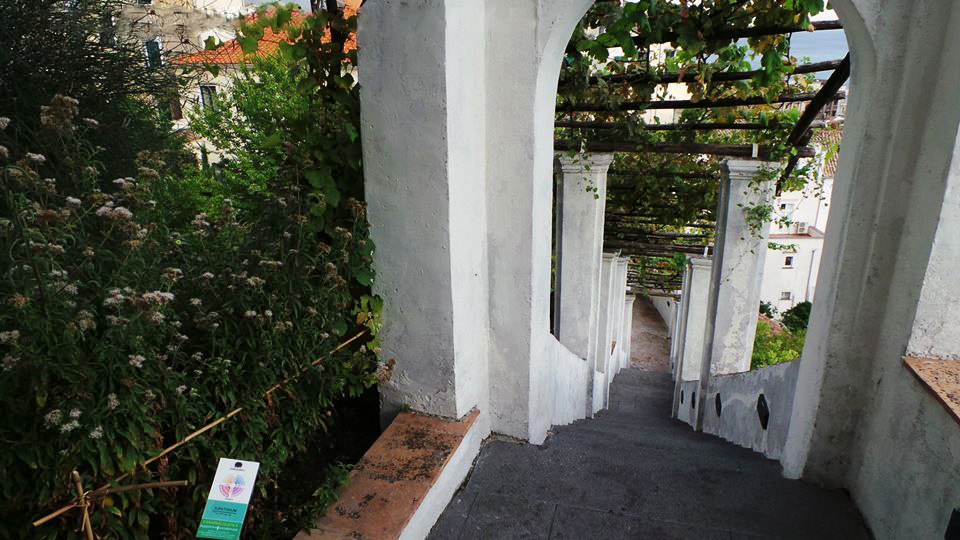
La scalea del Giardino

Il Giardino della Minerva si trova nel cuore del centro antico, in una zona denominata nel Medioevo “Plaium montis”, a metà strada di un ideale percorso che si sviluppa lungo l'asse degli orti cinti e terrazzati che dalla Villa comunale salgono, intorno al torrente Fusandola, verso il castello di Arechi. Il “viridario” fu proprietà della famiglia Silvatico sin dal XII secolo, come testimonia una pergamena conservata nell'archivio della Badia di Cava de' Tirreni. In seguito, nel primo ventennio del 1300, il maestro Matteo Silvatico, vi istituì un Giardino dei semplici, antesignano di tutti i futuri Orti botanici d'Europa. In questo spazio di straordinario valore culturale oggi identificabile, appunto, nell'area del Giardino della Minerva, erano coltivate alcune delle piante da cui si ricavavano i principi attivi impiegati a scopo terapeutico. Matteo Silvatico vi svolgeva, inoltre, una vera e propria attività didattica per mostrare agli allievi della Scuola Medica le piante con il loro nome e le loro caratteristiche (ostensio simplicium). Il Giardino medioevale, nel corso di una recente campagna di indagini archeologiche, è stato rinvenuto a circa due metri di profondità sotto l'attuale piano di calpestio. Ultimo proprietario fu il professore Giovanni Capasso che, grazie all'interessamento dell'avvocato Gaetano Nunziante, presidente dell'Asilo di Mendicità, donò nell'immediato secondo dopoguerra l'intera proprietà a tale Istituzione. A novembre del 1991, a Salerno, durante i lavori del simposio dal titolo Pensare il Giardino, fu presentato il progetto per la realizzazione di un orto Botanico dedicato a Silvatico ed al suo Giardino dei semplici. Tale progetto è stato poi finanziato e realizzato nel 2000 dall'Amministrazione Comunale, utilizzando le provvidenze del programma “Urban”. Ciò che oggi, al termine dei lavori di restauro, appare evidente al visitatore è un'interessante serie di elementi ascrivibili tra il XVII ed il XVIII secolo. Tra questi, il più caratterizzante è una lunga scalea sottolineata da pilastri a pianta cruciforme, che sorreggono una pergola di legno. La scalea, che collega ed inquadra visivamente i diversi livelli del Giardino è costruita sulle mura antiche della città, e permette un'ampia e privilegiata visione del mare, del centro storico e delle colline Un complesso sistema di distribuzione dell'acqua, composto da canalizzazioni, vasche e fontane, denota la presenza di fonti cospicue che hanno permesso, nei secoli, il mantenimento a coltura degli appezzamenti. Il sito è inoltre dotato di un particolare microclima, favorito dalla scarsa incidenza dei venti di tramontana e dalla favorevole esposizione, che, ancora oggi, consente la coltivazione di specie vegetali esigenti in fatto di umidità e calore.

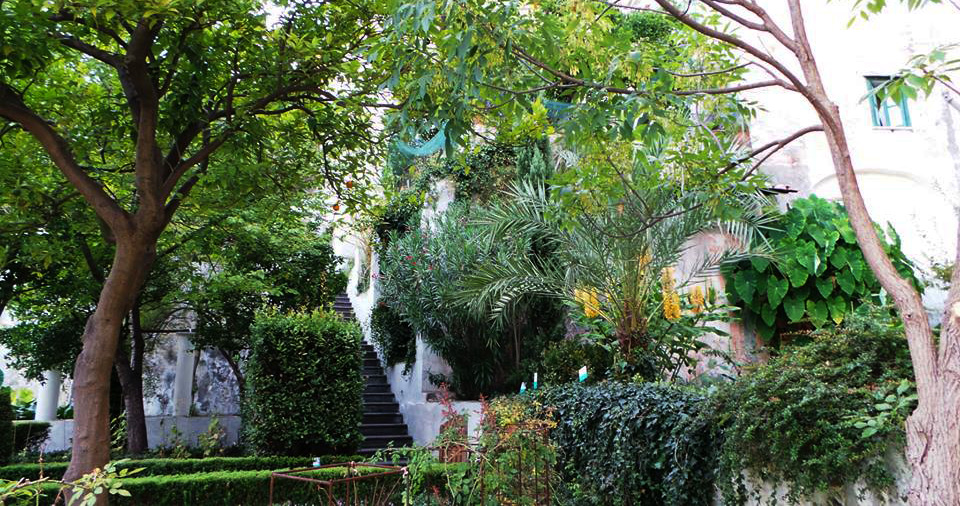
Il primo terrazzamento del Giardino

Il 10 settembre 2000 si inaugurò il primo lotto dei lavori di restauro del Giardino della Minerva. Il primo e più importante nodo da sciogliere nell'approccio al restauro del giardino della Minerva fu la convivenza tra la struttura ancora evidente del giardino stesso, rappresentata dalle sue architetture e la funzione di alto valore botanico che esso andò ad ospitare. Esempio significativo di giardino settecentesco salernitano, lo stato di conservazione prima di tale intervento risentiva fortemente dell'abbandono generalizzato e secolare in tutti gli elementi decorativi strutturali. Accanto quindi ad una necessaria opera di abbattimento delle costruzioni incongrue e di consolidamento strutturale, alla conferma di particolari stilistici non più manifesti, il lavoro si è concentrato sulla riproposizione della sua fase caratterizzante. Le stratificazioni più antiche del giardino sono state analizzate attraverso indagini che hanno utilizzato le tecniche proprie dell'archeologia dei giardini, fornendo significativi riscontri ed informazioni sulle diverse fasi storiche, facendo inoltre piena luce sul disegno mistilineo delle aiuole e sul complesso sistema, anch'esso stratificato, delle canalizzazioni. A chiunque entri nel giardino, appaiono oggi subito evidenti le sue rilevanti qualità monumentali e paesaggistiche: i segni notevoli dell'ultima sua fase di splendore sopravvivono con grande autonomia e spessore. Qualcosa di meno evidente, ma non meno importante, è poi sotteso: il sapiente sistema, di derivazione araba e antica, di canalizzazione e distribuzione delle acque. Nato per motivi strettamente funzionali, si è fatto poi decorazione, pur senza rinunciare al suo ruolo originario.
Nel 2014, con una donazione di 40.000 euro, McDonald's e Rotary International hanno contribuito alla realizzazione, all'interno dei giardini, di un'aula didattica attrezzata e di un'aula multifunzionale per incontri e convegni.
Nel 2023 il giardino viene sottoposto ad un intervento di restauro e ampliamento attraverso l'incorporazione del giardino Avallone che ne costituisce un nuovo terrazzamento. Il giardino, nella nuova configurazione, che ha comportato anche il completamento del restauro di palazzo Capasso, il potenziamento dell’illuminazione, l’abbattimento delle barriere archettoniche e il restauro generale delle superfici verticali, della scalea pergolata e delle superfici calpestabili, è inaugurato e riaperto al pubblico il 18 luglio 2025.

## Le specie botaniche
(Matteo Silvatico, Opus Pandectarum Medicinae)

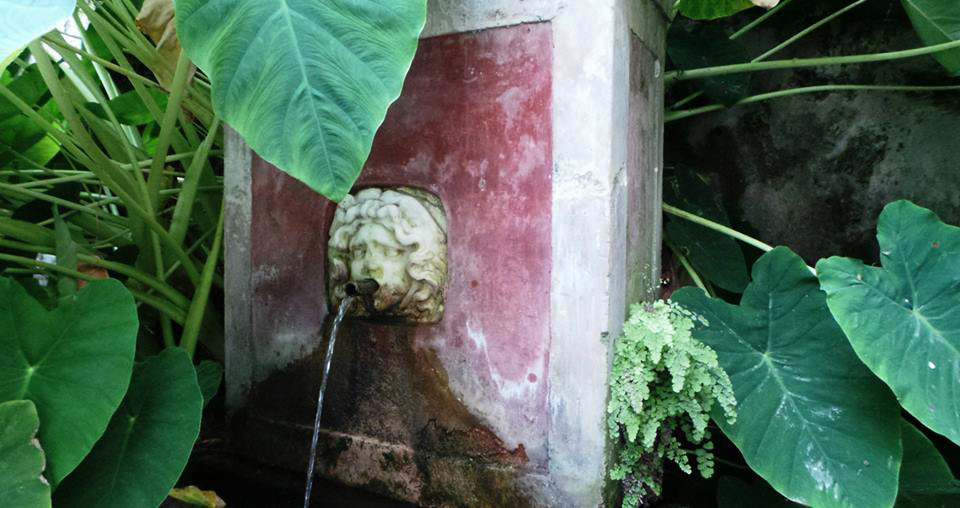
La fontana con la Colocasia

Il Giardino della Minerva non è un Orto Botanico di tipo tradizionale ma deve proporsi per i numerosi temi e le multiformi specificità presenti in esso. Il tema legato alla tradizione botanica salernitana ha, quale primo importante elemento didattico, la rappresentazione, nell'area del primo e più vasto terrazzamento del giardino, dell'antico sistema di classificazione vegetale. In tutte le altre aiuole del giardino le piante sono sistemate con un criterio paesaggistico. Tutte le specie sono identificate con una speciale targhetta che richiama l'ideale posizione di quel semplice in un disegno rappresentante lo “schema degli elementi” sovrapposto alla suddivisione concentrica della gradazione. Definita la struttura vegetale del giardino/orto, le parcelle sono utilizzate per la coltivazione di annuali, biennali e perenni erbacee, che numericamente rappresentano gran parte dell'elenco e che, così organizzate, completano l'immagine di orto mediterraneo.
Dopo il restauro del 2001 nel giardino sono state messe a dimora numerose piante, anche rare, dando particolare rilevanza a quelle specie citate nel Regimen Sanitatis Salernitanum e nell'Opus Pandectarum Medicinae, che venivano usate nel medioevo come piante medicamentose. In particolare è presente nel giardino la leggendaria mandragora, pianta che si riteneva avesse poteri straordinari. In totale, sono presenti oltre 300 specie di piante.

### Elenco delle specie
Aggiornato al 2013
A
- Acanthus mollis
- Achillea millefolium
- Aconitum napellus
- Acorus calamus
- Adiantum capillus-veneris
- Agrimonia eupatoria
- Ajuga reptans
- Alisma plantago-aquatica
- Alkekengi officinarum
- Aloe vera
- Allium schoenoprasum
- Allium ursinum
- Alpinia zerumbet
- Althaea officinalis
- Ammi visnaga
- Anchusa officinalis
- Anethum graveolens
- Anthemis cotula
- Anthriscus cerefolium
- Arbutus unedo
- Arctium lappa
- Aristolochia clematitis
- Armoracia rusticana
- Artemisia abrotanum
- Artemisia absinthium
- Artemisia dracunculus
- Arum italicum
- Asarum europaeum
- Asparagus acutifolius
- Asphodelus albus
- Asplenium ceterach
- Asplenium scolopendrium
- Athyrium filix-femina
- Atropa belladonna

B
- Berberis vulgaris
- Borago officinalis
- Calamintha nepeta

C
- Calendula officinalis
- Campanula medium
- Capparis spinosa
- Carthamus tinctorius
- Carum carvi
- Cassia fistula
- Centranthus ruber
- Ceratonia siliqua
- Chamaemelum nobile
- Chelidonium majus
- Cinnamomum camphora
- Cistus creticus
- Cistus ladanifer
- Cistus monspeliensis
- Citrus limon
- Citrus medica
- Citrus reticulata
- Citrus sinensis
- Colocasia esculenta
- Conium maculatum
- Coriandrum sativum
- Cornus mas
- Crataegus azarolus
- Crithmum maritimum
- Crocus sativus
- Cucumis sativus
- Cupressus sempervirens
- Cyclamen hederifolium
- Cydonia oblonga
- Cyperus papyrus
- Cytinus hypocistis

D
- Dactylorhiza maculata
- Diplotaxis tenuifolia
- Dipsacus fullonum
- Doronicum pardalianches
- Dracaena draco

E
- Elaeagnus rhamnoides
- Elettaria cardamomum
- Euphorbia cyparissias

F
- Ficus carica
- Filipendula ulmaria
- Filipendula vulgaris
- Foeniculum vulgare
- Fragaria vesca
- Fraxinus ornus

G
- Gàlega officinalis
- Galium verum
- Gladiolus italicus
- Glaucium flavum
- Glycyrrhiza glabra
- Gossypium herbaceum

H
- Hedera helix
- Helichrysum italicum
- Helichrysum stoechas
- Helleborus viridis
- Hyoscyamus albus
- Hyoscyamus niger
- Hypericum perforatum
- Hyssopus officinalis

I
- Inula helenium
- Iris florentina
- Isatis tinctoria

J
- Jasminum officinale
- Jasminum sambac
- Juniperus communis

K
- Kickxia elatine

L
- Lablab purpureus
- Laurus nobilis
- Lavandula angustifolia
- Lavandula dentata
- Levisticum officinale
- Lilium martagon
- Linum usitatissimum
- Lithospermum officinale
- Lonicera caprifolium
- Lycopus europaeus
- Lysimachia vulgaris
- Lythrum salicaria

M
- Malva sylvestris
- Mandragora autumnalis
- Mandragora
- Matricaria recutita
- Melilotus officinalis
- Melissa officinalis
- Mentha aquatica
- Mentha longifolia
- Mentha suaveolens
- Meum athamanticum
- Myriophyllum aquaticum
- Miriofillo
- Myrtus communis
- Myrtus communis

N
- Narcissus tazetta
- Nasturtium microphyllum
- Nepeta cataria
- Nerium oleander
- Nigella damascena
- Nuphar lutea
- Nymphaea alba

O
- Ocimum tenuiflorum
- Olea europaea
- Ononis spinosa
- Origanum majorana
- Origanum vulgare
- Osmunda regalis

P
- Paeonia officinalis
- Pastinaca sativa
- Petroselinum crispum
- Petroselinum sativum
- Phoenix dactylifera
- Pimpinella anisum
- Piper nigrum
- Pistacia lentiscus
- Pistacia vera
- Plantago major
- Polygonatum odoratum
- Polypodium vulgare
- Portulaca oleracea
- Potentilla erecta
- Prunus armeniaca
- Prunus avium
- Prunus cerasus
- Prunus domestica
- Psyllium afrum
- Punica granatum
- Pyrus communis

R
- Rhamnus catharticus
- Rheum rhabarbarum
- Ricinus communis
- Rosa gallica
- Rosa canina
- Rosa sempervirens
- Rosmarinus officinalis
- Rubia tinctorum
- Rubus idaeus
- Rubus ulmifolius
- Rumex acetosa
- Ruscus aculeatus
- Ruscus hypoglossum
- Ruta graveolens

S
- Saccharum officinarum
- Salix alba
- Salvia officinalis
- Sambucus nigra
- Santolina chamaecyparissus
- Saponaria officinalis
- Satureja hortensis
- Satureja montana
- Scrophularia nodosa
- Sempervivum tectorum
- Sesamum indicum
- Silene coronaria
- Silybum marianum
- Sinapis alba
- Smilax aspera
- Sorbus domestica
- Spartium junceum
- Stachys officinalis
- Symphytum officinale

T
- Tanacetum balsamita
- Tanacetum parthenium
- Tanacetum vulgare
- Taraxacum officinale
- Taxus baccata
- Teucrium chamaedrys
- Thalictrum flavum
- Thymus vulgaris
- Thymus serpyllum
- Trigonella foenum-graecum

U
- Umbilicus rupestris
- Urginea maritima

V
- Valeriana officinalis
- Verbascum thapsus
- Verbena officinalis
- Viola odorata
- Vitex agnus-castus
- Vitis vinifera

W
- Withania somnifera

Z
- Ziziphus jujuba

## Attività
Nel giardino si tengono normalmente visite guidate per illustrare i principi della Scuola medica salernitana e delle piante medicinali utilizzate nel Medioevo e laboratori didattici su temi dell'artigianato e della botanica, organizzati di volta in volta da diverse associazioni del territorio.
Il giardino è chiuso per lavori di restauro e ampliamento delle zone di coltivazione dal 30 gennaio 2023.

### La tisaneria

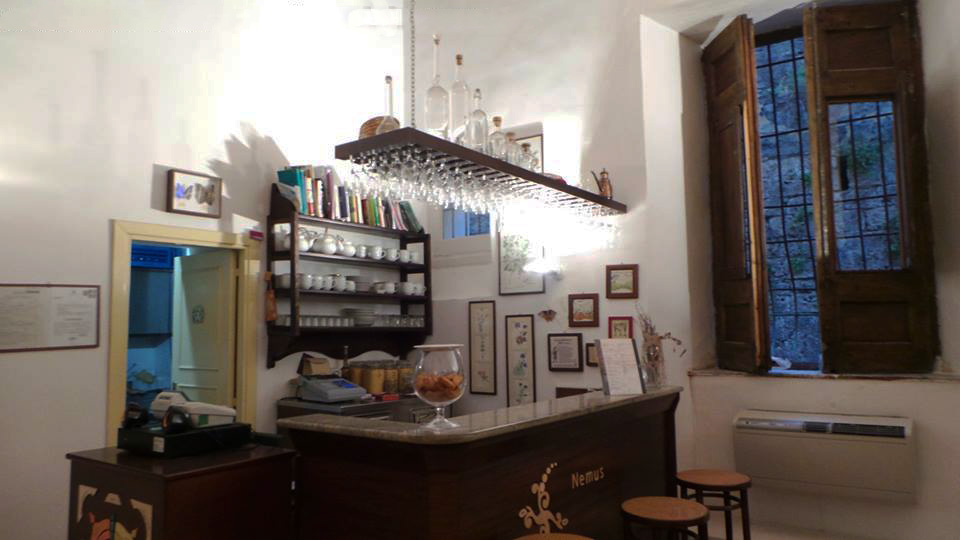
L'interno della tisaneria

Dal 2004, all'interno dei locali di Palazzo Capasso, si trova la tisaneria gestita dall'associazione Nemus. L'associazione dispone di un piccolo laboratorio per l'impacchettamento, di una cucina per la preparazione delle tisane e per la preparazione di piatti per piccoli eventi (buffet e degustazioni a base di erbe aromatiche) e di espositori che rendono il bookshop un luogo piacevole da visitare.
All'interno della Tisaneria è possibile acquistare le tisane da degustazione la cui miscela delle singole erbe avviene all'interno del piccolo laboratorio con materia prima selezionata che proviene da agricoltura biologica.
Il bookshop è arricchito da gadget realizzati dalla Fondazione Scuola Medica Salernitana, da oggetti realizzati artigianalmente dall'associazione culturale "I Colori del Mediterraneo" (che opera con le piante tintorie) e da articoli che la Nemus realizza ispirandosi alla tradizione della Scuola Medica Salernitana.

### La biblioteca
Nel 2016, Paola Lanzara, già direttrice dell’orto botanico di Roma, ha donato circa 1000 volumi che andranno a formare il primo nucleo della nuova biblioteca del giardino, che punta a diventare la raccolta di informazioni più esaustiva e variegata per quanto riguarda la vita e l'uso delle piante.

## Gemellaggi
Il giardino della Minerva è gemellato con:
- Giardino di Linneo di  Uppsala, il giardino botanico dedicato a Carlo Linneo, che egli stesso riorganizzò secondo i suoi innovativi metodi di classificazione degli esseri viventi.[6]

## Curiosità
- Il Giardino è stato location del film del 2015 Babbo Natale non viene da Nord, del regista Maurizio Casagrande[7] e del film Attenti al gorilla di Luca Miniero del 2019.[8]
- Nel 2014 è stato emesso un francobollo dedicato al Giardino.[9]

## Galleria d'immagini

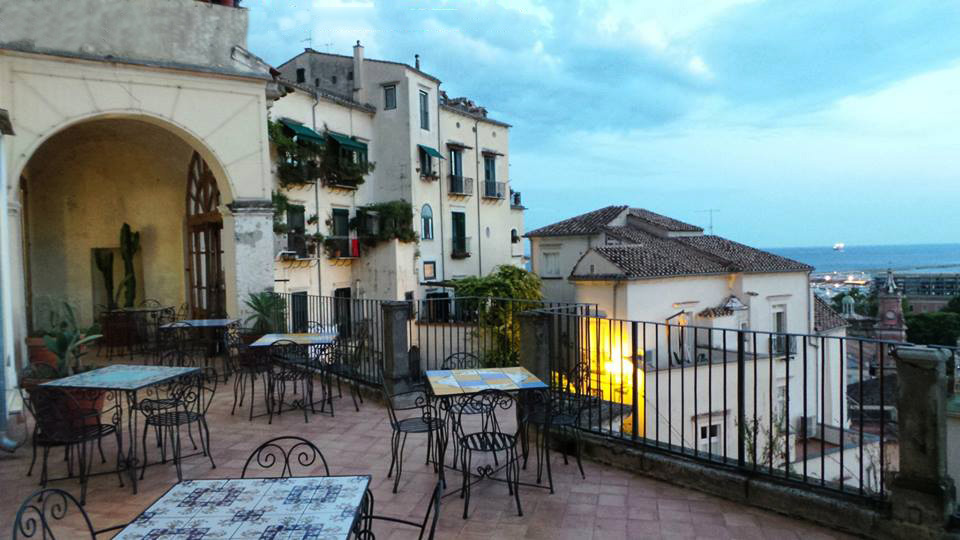
Il terrazzino esterno alla tisaneria
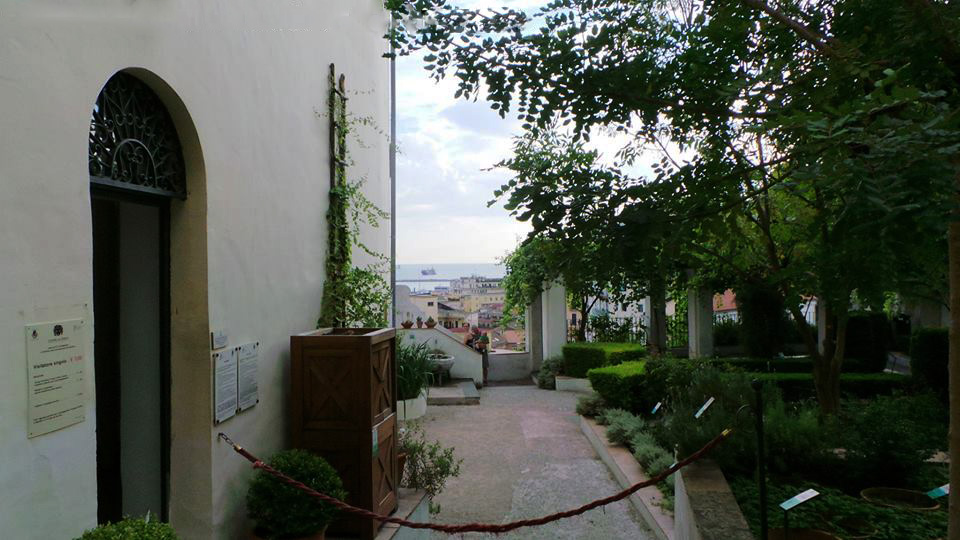
L'ingresso del Giardino
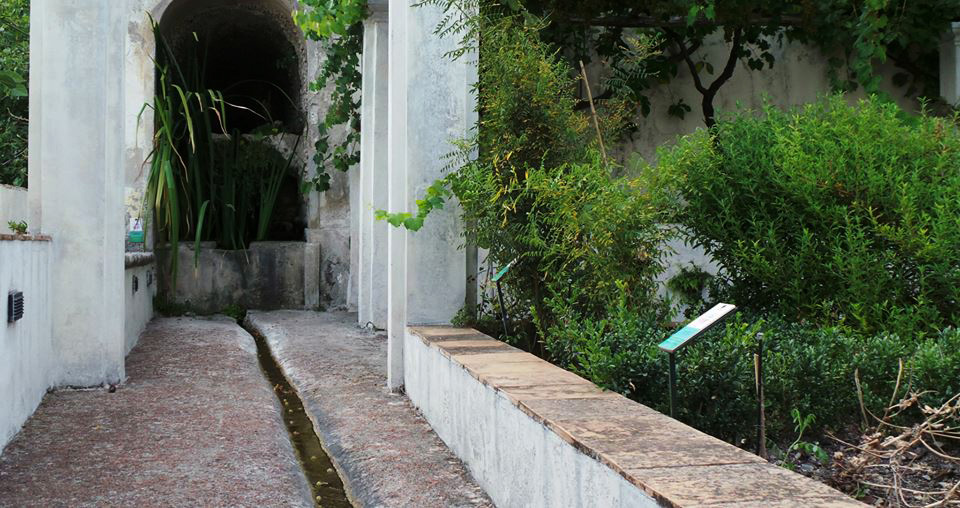
Una parte del sistema di canalizzazione delle acque
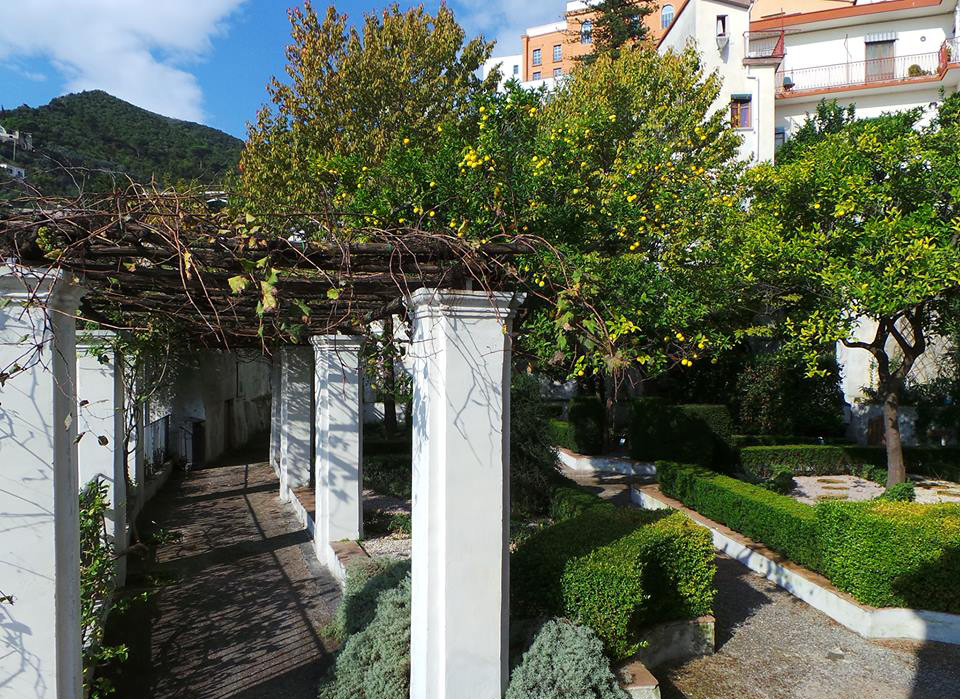
Vista del Giardino